# 1620

## Esdeveniments
Països Catalans
22 de maig - Catalunyaː Àngela Vilafreser, coneguda com La Vigatana, sanadora i llevadora, és condemnada acusada de bruixeria (n.1580).
Món
- Cornelius Drebbel construeix el primer submarí conegut, impulsat amb rems.[2]
- 6 de setembre - Plymouth (Anglaterra): els anomenats pelegrins salpen a bord del vaixell Mayflower en direcció a Nord-amèrica.
- 20 d'octubre - Lluís XIII annexiona al Principat del Bearn a la corona de França.[3]

## Naixements
Països Catalans
- 24 de novembre - Riudoms (el Baix Camp): Miquel Gran i Peris, conegut com a Beat Bonaventura Gran, frare franciscà que fou proclamat Beat per l'Església Catòlica

Món
- 6 de setembre - Novara, Piemont (actual Itàlia): Isabella Leonarda, compositora italiana del barroc (m. 1704).[4]
- 29 de setembre - Tongeren (Principat de Lieja): Joan Lluís d'Elderen, príncep-bisbe del principat de Lieja de 1688 a 1694.
- 20 d'octubre - Dordrecht, Províncies Unides: Aelbert Cuyp, pintor neerlandès.[5]

## Necrològiques

#### Països Catalans
- 15 de setembreː Sant Feliu Sasserraː Rafela Puigcercós i Roma, dona acusada de bruixeria, condemnada a morir a la forca (n. 1540).[6]

#### Món
- 3 de maig, Macau, Xina: Sabatino de Ursis, jesuïta italià, matemàtic i astrònom, missioner a la Xina durant el regnat de l'emperador Wanli de la dinastia Ming (n. 1575)[7]
- 12 de juny, Graz, Arxiducat d'Àustria: Francesco Giovanni Anerio, compositor italià (n. 1567).[8]
- 26 de setembre, Pequín, Xina: Emperador Taichang, 14è emperador de la Dinastia Ming (n. 1582).[9]
- 31 d'octubre, Wotton, Surrey, Anglaterra: John Evelyn, escriptor i jardiner anglès (m. 1706)[10]